# Áron Szilágyi
Áron Szilágyi (Budapest, 14 de enero de 1990) es un deportista húngaro que compite en esgrima, especialista en la modalidad de sable; tricampeón olímpico, tricampeón mundial y cinco veces campeón europeo.

## Trayectoria
Participó en cinco Juegos Olímpicos de Verano, entre los años 2008 y 2024, obteniendo en total cinco medallas: oro en Londres 2012 (individual), oro en Río de Janeiro 2016 (individual), dos en Tokio 2020, oro en la prueba individual y bronce en el torneo por equipos (junto con Tamás Decsi, Csanád Gémesi y András Szatmári), y plata en París 2024 (con Csanád Gémesi, Krisztián Rabb y András Szatmári).
Ganó trece medallas en el Campeonato Mundial de Esgrima entre los años 2007 y 2025, y doce medallas en el Campeonato Europeo de Esgrima entre los años 2011 y 2025.
En los Juegos Europeos de Cracovia 2023 consiguió una medalla de bronce en la prueba individual.
En 2016 recibió la Cruz central de la Orden del Mérito de Hungría. Fue el abanderado de Hungría en la ceremonia de apertura de los Juegos de Río de Janeiro 2016.

## Palmarés internacional
| Juegos Olímpicos   | Juegos Olímpicos        | Juegos Olímpicos  | Juegos Olímpicos  |
| Año                | Lugar                   | Medalla           | Prueba            |
| ------------------ | ----------------------- | ----------------- | ----------------- |
| 2012               | Londres (Reino Unido)   | Medalla de oro    | Sable individual  |
| 2016               | Río de Janeiro (Brasil) | Medalla de oro    | Sable individual  |
| 2020               | Tokio (Japón)           | Medalla de oro    | Sable individual  |
| 2020               | Tokio (Japón)           | Medalla de bronce | Sable por equipos |
| 2024               | París (Francia)         | Medalla de plata  | Sable por equipos |
| Campeonato Mundial |                         |                   |                   |
| Año                | Lugar                   | Medalla           | Prueba            |
| 2007               | San Petersburgo (Rusia) | Medalla de oro    | Sable por equipos |
| 2009               | Antalya (Turquía)       | Medalla de bronce | Sable por equipos |
| 2013               | Budapest (Hungría)      | Medalla de bronce | Sable individual  |
| 2014               | Kazán (Rusia)           | Medalla de bronce | Sable por equipos |
| 2016               | Río de Janeiro (Brasil) | Medalla de plata  | Sable por equipos |
| 2017               | Leipzig (Alemania)      | Medalla de plata  | Sable por equipos |
| 2018               | Wuxi (China)            | Medalla de bronce | Sable por equipos |
| 2019               | Budapest (Hungría)      | Medalla de plata  | Sable por equipos |
| 2022               | El Cairo (Egipto)       | Medalla de oro    | Sable individual  |
| 2022               | El Cairo (Egipto)       | Medalla de plata  | Sable por equipos |
| 2023               | Milán (Italia)          | Medalla de oro    | Sable por equipos |
| 2023               | Milán (Italia)          | Medalla de bronce | Sable individual  |
| 2025               | Tiflis (Georgia)        | Medalla de plata  | Sable por equipos |
| Juegos Europeos    |                         |                   |                   |
| Año                | Lugar                   | Medalla           | Prueba            |
| 2023               | Cracovia (Polonia)      | Medalla de bronce | Sable individual  |
| Campeonato Europeo |                         |                   |                   |
| Año                | Lugar                   | Medalla           | Prueba            |
| 2011               | Sheffield (Reino Unido) | Medalla de bronce | Sable individual  |
| 2013               | Zagreb (Croacia)        | Medalla de plata  | Sable por equipos |
| 2015               | Montreux (Suiza)        | Medalla de oro    | Sable individual  |
| 2015               | Montreux (Suiza)        | Medalla de bronce | Sable por equipos |
| 2017               | Tiflis (Georgia)        | Medalla de plata  | Sable individual  |
| 2017               | Tiflis (Georgia)        | Medalla de bronce | Sable por equipos |
| 2018               | Novi Sad (Serbia)       | Medalla de oro    | Sable por equipos |
| 2019               | Düsseldorf (Alemania)   | Medalla de plata  | Sable por equipos |
| 2022               | Antalya (Turquía)       | Medalla de oro    | Sable por equipos |
| 2024               | Basilea (Suiza)         | Medalla de oro    | Sable por equipos |
| 2025               | Génova (Italia)         | Medalla de oro    | Sable por equipos |
| 2025               | Génova (Italia)         | Medalla de plata  | Sable individual  |